# كتشكبل سفلي (مقاطعة دالاهو)
كتشكبل سفلي (بالفارسية: کچکبل سفلی) هي قرية تقع في كرمانشاه في إيران. يقدر عدد سكانها بـ 73 نسمة بحسب إحصاء 2016.